# Stygnidae
Stygnidae - rodzina pajęczaków z rzędu kosarzy i podrzędu Laniatores zawierająca około 85 opisanych gatunków. 

## Opis
Przedstawiciele tej rodziny osiągają od 1 do 6 mm długości ciała. Ubarwienie ciała od jasnobrązowego do czerwonawego. U niektórych Heterostygninae występują białe łatki, paski lub punkty na tarczy grzbietowej.

## Występowanie
Heterostygninae zamieszkują Małe Antyle, Nomoclastinae Kolumbię a Stygninae środkową część Ameryki Południowej. Większość gatunków występuje w Amazońskim lesie deszczowym. Ponad połowa gatunków odłowiona była jednorazowo, stąd ich rozprzestrzenienie jest słabo poznane.

## Pokrewieństwo
Stygnidae są siostrzanym taksonem dla Gonyleptidae i wewnątrz Gonyleptoidea należą do tej samej grupy co Cranaidae i Manaosbiidae. Rodzina jest monofiletyczna.

## Nazwa
Nazwa rodzajowa Stygnus pochodzi od stgr. στυγνός stygnos oznaczającego diaboliczne stworzenie.

## Systematyka
Rodzina dzieli się na 3 podrodziny zawierające ponad 80 gatunków zgrupowanych w 30 rodzajów:
| Podrodzina: Stygninae Simon, 1879 - Actinostygnoides Goodnight & Goodnight, 1942 - Actinostygnoides carus Goodnight & Goodnight, 1942 - Auranus Mello-Leitão, 1941 - Auranus hehu Pinto-da-Rocha & Tourinho, 2012 - Auranus hoeferscovitorum Pinto-da-Rocha, 1997 - Auranus parvus Mello-Leitão, 1941 - Auranus tepui Pinto-da-Rocha & Tourinho, 2012 - Iguarassua Roewer, 1943 - Iguarassua schubarti Roewer, 1943 - Kaapora Pinto-da-Rocha, 1997 - Kaapora minutissimus (Roewer, 1943) - Metaphareus Roewer, 1912 - Metaphareus albimanus Roewer, 1912 - Metaphareus punctatus Roewer, 1913 - Niceforoiellus Mello-Leitão, 1941 - Niceforoiellus assimilis Mello-Leitão, 1941 - Ortonia Wood, 1869 - Ortonia ferox Wood, 1869 - Obidosus Roewer, 1931 - Obidosus albilineatus Roewer, 1957 - Obidosus amigos (Ochoa & Pinto-da-Rocha, 2013) - Obidosus amplichelis Roewer, 1931 - Obidosus apiacas (Pinto-da-Rocha, 2000) - Obidosus bahiensis (Pinto-da-Rocha & Villarreal, 2009) - Obidosus boibumba (Villarreal & Pinto-da-Rocha, 2006) - Obidosus carnaval (Villarreal & Pinto-da-Rocha, 2006) - Obidosus cirio (Villarreal & Pinto-da-Rocha, 2006) - Obidosus coxalis (Roewer, 1931) - Obidosus evelineae (Soares & Soares, 1978) - Obidosus foliadereis (Villarreal & Pinto-da-Rocha, 2006) - Obidosus jirau (Bragagnolo, 2013) - Obidosus junina (Villarreal & Pinto-da-Rocha, 2006) - Obidosus kakinte (Ochoa & Pinto-da-Rocha, 2013) - Obidosus laevis (Sørensen, 1932) - Obidosus longipalpis (Roewer, 1943) - Obidosus machiguenga (Ochoa & Pinto-da-Rocha, 2013) - Obidosus mendopticus (Soares, 1978) - Obidosus osvaldoi (Kury & Pinto-da-Rocha, 2008) - Obidosus palpalis (Roewer, 1931) - Obidosus regalo (Bragagnolo, 2013) - Obidosus trocaraincola (Pinto-da-Rocha, 1997) - Paraphareus Goodnight & Goodnight, 1943 - Paraphareus tatei Goodnight & Goodnight, 1943 - Phareus Simon, 1879 - Phareus raptator (Gervais, 1844) - Pickeliana Mello-Leitão, 1932 - Pickeliana albimaculata Hara & Pinto-da-Rocha, 2008 - Pickeliana capito (Soares & Soares, 1974) - Pickeliana pickeli Mello-Leitão, 1932 - Planophareus Goodnight & Goodnight, 1943 - Planophareus pallidus Goodnight & Goodnight, 1943 - Protimesius Roewer, 1913 (!contra Hallan) - Protimesius gracilis Roewer, 1913 - Protimesius lucifer Villarreal, Ázara & Kury, 2019 - Protimesius orcus Villarreal, Ázara & Kury, 2019 - Sickesia H. E. M. Soares, 1979 - Sickesia helmuti H. E. M. Soares, 1979 - Stenophareus Goodnight & Goodnight, 1943 - Stenophareus roraimus Goodnight & Goodnight, 1943 - Stenostygnoides Roewer, 1913 - Stenostygnoides cosmetitarsus Roewer, 1913 - Stygnus Perty, 1833 - Stygnus aggerum Sørensen, 1932 - Stygnus armatus Perty, 1833 - Stygnus brevispinis Pinto-da-Rocha, 1997 - Stygnus ferrugineus (Perty, 1833) - Stygnus gertschi (Roewer, 1963) - Stygnus grasshoffi Pinto-da-Rocha, 1997 - Stygnus klugi (Goodnight & Goodnight, 1943) - Stygnus kuryi Pinto-da-Rocha & Tourinho, 2012 - Stygnus lesserti (Roewer, 1943) - Stygnus luteus (Mello-Leitão, 1931) - Stygnus magalhaesi Pinto-da-Rocha & Tourinho, 2012 - Stygnus marthae Pinto-da-Rocha, 1997 - Stygnus mediocris (Roewer, 1931) - Stygnus multispinosus (Piza, 1938) - Stygnus nogueirai Pinto-da-Rocha & Tourinho, 2012 - Stygnus pectinipes (Roewer, 1943) - Stygnus peruvianus (Roewer, 1957) - Stygnus polyacanthus (Mello-Leitão, 1923) - Stygnus simonis Sørensen, 1932 - Stygnus simplex (Roewer, 1913) - Stygnus weyrauchi (Roewer, 1963) - Verrucastygnus Pinto-da-Rocha, 1997 - Verrucastygnus caliginosus (R. Pinto-da-Rocha, 1990) | Podrodzina: Heterostygninae Roewer, 1913 - Eutimesius Roewer, 1913 - Eutimesius albicinctus (Roewer, 1915) - Eutimesius ephippiatus (Roewer, 1915) - Eutimesius ornatus (Roewer, 1943) - Eutimesius simoni Roewer, 1913 - Innoxius Pinto-da-Rocha, 1997 - Innoxius magnus (Caporiacco, 1951) - Minax Pinto-da-Rocha, 1997 - Minax tetraspinosus Pinto-da-Rocha, 1997 - Ricstygnus Kury, 2009 - Ricstygnus quineti Kury, 2009 - Stenostygnellus Roewer, 1913 - Stenostygnellus flavolimbatus Roewer, 1913 - Stenostygnellus macrochelis (Roewer, 1917) - Stygnidius Simon, 1879 - Stygnidius guerinii Sørensen, 1932 - Stygnidius inflatus (Guérin-Méneville, 1829-1843) - Stygnoplus Simon, 1879 - Stygnoplus antiguanus (Roewer, 1943) - Stygnoplus biguttatus Pinto-da-Rocha, 1997 - Stygnoplus clavotibialis (Goodnight & Goodnight, 1947) - Stygnoplus dominicanus (Roewer, 1943) - Stygnoplus flavitarsis (Simon, 1879) - Stygnoplus forcipatus (C.L. Koch, 1845) - Stygnoplus granulosus Mello-Leitão, 1940 - Stygnoplus ianomami Pinto-da-Rocha & Tourinho, 2012 - Stygnoplus longipalpus (Goodnight & Goodnight, 1942) - Stygnoplus meinerti Sørensen, 1932 - Stygnoplus neblina Pinto-da-Rocha & Tourinho, 2012 - Stygnoplus tapirapeco Pinto-da-Rocha & Tourinho, 2012 - Stygnoplus triacanthus (C.L. Koch, 1839) - Stygnoplus tuberculatus (Goodnight & Goodnight, 1942) - Timesius Simon, 1879 - Timesius vesicularis (Gervais, 1844) - Yapacana Pinto-da-Rocha, 1997 - Yapacana tibialis (Pinto-da-Rocha, 1997) Podrodzina: Nomoclastinae Roewer, 1943 - Nomoclastes Sørensen, 1932 - Nomoclastes quasimodo Pinto-da-Rocha, 1997 - Nomoclastes taedifer Sørensen, 1932 Podrodzina: incertae sedis - Gaibulus Roewer, 1943 - Gaibulus schubarti Roewer, 1943 Podrodzina: ? - Imeri Pinto-da-Rocha & Tourinho, 2012 - Imeri lomanhungae Pinto-da-Rocha & Tourinho, 2012 - Jime Pinto-da-Rocha & Tourinho, 2012 - Jime chifrudo Pinto-da-Rocha & Tourinho, 2012 |